# Un poing, c'est tout
Ne doit pas être confondu avec Un poing… c'est tout !.
Pour plus de détails, voir Fiche technique et Distribution.
Un poing, c'est tout (Questa volta ti faccio ricco!) est un film italien, allemand et hongkongais réalisé par Gianfranco Parolini, sorti en 1974.

## Synopsis
Joe Esposito et Brad McCoy sont employés par Giorgiakis comme gardes du corps. Ils doivent aussi protéger une livraison de drogue contre la bande de M. Wang, boss de la Triade.

## Fiche technique
- Titre français : Un poing, c'est tout
- Titre original italien : Questa volta ti faccio ricco!
- Titre allemand : Zwei Schlitzohren in der gelben Hölle
- Titre mandarin : Cai xing gao zhao
- Réalisation : Gianfranco Parolini
- Scénario : Gianfranco Parolini, Francesco Merli
- Musique : Sante Maria Romitelli
- Photographie : Sandro Mancori
- Montage : Manlio Camastro
- Production : Frank Kramer (sous le pseudo de Frank Kramer)
- Sociétés de production :
  - Italie : Futuramik
  - Allemagne : TV13 Filmproduktion
  - Hong Kong : Shaw Brothers
- Sociétés de distribution :
  - Italie : PAB
  - Allemagne : Constantin Film
  - Hong Kong : Shaw Brothers
- Pays de production :  Italie,  Allemagne de l'Ouest,  Hong Kong
- Langue originale : italien
- Format : couleur (Technicolor) — 35 mm — 2,35:1 — son : mono
- Genre : action, aventure
- Durée : 101 minutes
- Dates de sortie :
  - Italie : date inconnue
  - Allemagne de l'Ouest : 14 juin 1974
  - Hong Kong : date inconnue
  - France : 31 décembre 1975[1]

## Distribution
- Antonio Sabàto : Joe Esposito/Bubi
- Brad Harris (sous le pseudo de Robin MacDavid) : Brad McCoy/Keule
- Karin Schubert : Joyce O'Hara
- George Wang : M. Wang